# Haim Ginott
Haim G. Ginott (ur. 5 sierpnia 1922 w Tel Awiwie, zm. 4 listopada 1973 w Nowym Jorku) – izraelski psycholog, terapeuta dzieci, pedagog, autor wielu książek na temat relacji między dziećmi a dorosłymi, zwłaszcza nauczycielami.
Był pionierem w dziedzinie metod rozmowy z dziećmi, których naucza się do dzisiaj. Jego książka, Między rodzicami i dziećmi, pozostawała na listach bestsellerów przez ponad rok i jest popularna do dzisiaj. W tej książce podawał konkretne porady pochodzące z podstawowych zasad komunikacji, które pozwolą rodzicom opierać stosunki z dziećmi na wzajemnym szacunku i godności.